# Lenny Bruce (piosenka Boba Dylana)
Lenny Bruce – piosenka skomponowana przez Boba Dylana, nagrana przez niego w maju 1981 r., wydana na albumie Shot of Love w sierpniu 1981 r. 

## Historia i charakter utworu
Utwór ten został nagrany w studiu Clover Recorders w Los Angeles w Kalifornii 14 maja 1981 r. Była to piętnasta sesja nagraniowa tego albumu. Producentem sesji byli Chuck Plotkin i Bob Dylan.
Utwór ten poświęcony jest Lenny'emu Bruce'owi, słynnemu komikowi, wygłaszającemu swoje monologi na różnych scenach w latach 50. i 60. XX w. w USA. Dylan czuł się zapewne związany z Bruce'em (właśc. Leonard Alfred Schneider) z powodu ich wzajemnego ikonoklazmu i specyficznego użycia języka. 
Hołd złożony przez Dylana jest dość dziwny i zagadkowo nie trafiający w sedno, gdy Dylan śpiewa, że Bruce nie powinien być męczennikiem, ponieważ "nigdy nie ściął głowy żadnemu dziecku", to kompletnie nie trafia w istotę jego społecznych diagnoz i pomniejsza rolę jego występów.
Jednak Dylan złożył mu hołd już dużo wcześniej, bo w 1963 r. odniósł się do niego w swoim wierszu zatytułowanym "Blowin' in the Wind", który został wydrukowany w grudniowym wydaniu magazynu Hootenanny (wiersz ten nie ma związku z piosenką Dylana pod tym samym tytułem).
W 1981 r. Dylan powiedział dics jokeyowi Dave'owi Hermanowi, że napisał tę piosenkę dosłownie w 5 minut. Powtórzył to samo dziennikarzowi muzycznemu Neilowi Spencerowi. Artykuł został zamieszczony w tej gazecie 15 sierpnia 1981 r. Z obu tych wypowiedzi wynika dość ambiwalentny stosunek Dylana do Bruce'a.
Dylan wykonywał ten utwór na koncertach w 1981 r. z dużo lepszym nastawieniem do Bruce'a i dopiero te koncertowe wersje są właściwym hołdem Dylana dla zmarłego performera.

## Muzycy
- Bob Dylan - wokal, gitara
- Fred Tackett - gitara
- Steve Douglas - saksofon
- Benmont Tench - instrumenty klawiszowe
- Stephen Eric Hague - instrumenty klawiszowe
- Tim Drummond - gitara basowa
- Jim Keltner - perkusja

## Dyskografia
Albumy
- Shot of Love (1981)

Wideo
- Hard to Handle (1986)

## Wykonania piosenki przez innych artystów
- The Zimmermen - The Dungeon Tapes (1996)